# Wrightoporia lenta
Wrightoporia lenta är en svampart som först beskrevs av Overh. & J. Lowe, och fick sitt nu gällande namn av Zdeněk Pouzar 1966. Wrightoporia lenta ingår i släktet Wrightoporia och familjen Bondarzewiaceae.   Inga underarter finns listade i Catalogue of Life.